# Стівен Дональд Гоппер
Стівен Дональд Гоппер (англ. Stephen Donald Hopper; (нар. 18 червня 1951) -західноавстралійський ботанік, спеціалізується на природоохоронній біології та судинних рослинах. Він написав вісім книг, та має понад 200 публікацій. Він був директором Kings Park у Перті протягом семи років, та головним виконавчим директором ботанічних садів та парків протягом п'яти років. Займає посаду професора біології збереження рослин в Університеті Західної Австралії. Він був директором Королівські ботанічні сади в К'ю з 2006 до 2012 року.

## Публікації
- Life on the Rocks. 2008. Fremantle Press ISBN 978-1-921361-28-9
- Soul of the Desert. 2005. Fremantle Press ISBN 978-1-921064-06-7